# كوخان (نمة شير)
کوخان (بالفارسية: کوخان) هي قرية تقع في إيران في قسم نمة شیر الريفي. يقدر عدد سكانها بـ 612 نسمة بحسب إحصاء 2016.